# Вустерхусен
Вустерхусен (њем. Wusterhusen) општина је у њемачкој савезној држави Мекленбург-Западна Померанија. Једно је од 89 општинских средишта округа Остфорпомерн. Према процјени из 2010. у општини је живјело 1.277 становника. Посједује регионалну шифру (AGS) 13059103.

## Географски и демографски подаци
Вустерхусен се налази у савезној држави Мекленбург-Западна Померанија у округу Остфорпомерн. Општина се налази на надморској висини од 35 метара. Површина општине износи 19,1 km². У самом мјесту је, према процјени из 2010. године, живјело 1.277 становника. Просјечна густина становништва износи 67 становника/km².